# Jules van Ackere
Jules van Ackere (ur. 8 lutego 1914 w Heule, zm. 3 lub 12 lutego 2008 w Uccle) – flamandzki eseista, muzykolog i filolog-italianista.

## Życie i twórczość
Eseista flamandzki urodzony w roku 1914. Profesor italianistyki na uniwersytecie w Antwerpii w latach 1959–1983. Pisał rozprawy z zakresu estetyki renesansu i baroku, m.in.: Belgique Baroque et Classique (1972, Barok i klasycyzm w Belgii), Vlaamse kunstenaars in Italië (1983, Artyści flamandzcy we Włoszech).

## Ważniejsze utwory
- „De kwartettencyclus van Beethoven. Geschiedenis van het kwartet” (1935)
- „Inwijding in de meesterwerken van het klavier” (1943)
- „Eeuwige muziek: een inleiding in de meesterwerken der orkestliteratuur van Bach tot Mahler” (1945)
- „Schubert” (1946)
- „De intieme vormen van de muziek. Kamermuziek en lied” (1947)
- „Dichterschap en levensvlam bij Keats en Baudelaire” (1947)
- „Claude Debussy” (1949)
- „Wandelingen door de Italiaanse Renaissance” (1959)
- „Zingend steen: wandelingen in en om Italië's historische gebouwen” (1959)
- „Pelléas et Mélisande ou la rencontre miraculeuse d’une poèsie et d’une musique” (1952)
- „Muziek van onze eeuw” (1954)
- „Igor Stravinsky” (1954)
- „Maurice Ravel” (1957)
- „Savonarola, of Het water op de rots” (1961)
- „Gids voor Florentië” (1961)
- „Op wandel met Petrarca” (1963)
- „Schubert en de romantiek” (1963)
- „Gabriele D’Annunzio” (1966)
- „Meesterwerken van het klavier” (1966)
- „Regenboog: zeven cultuurhistorische wandelingen door het land van Dante” (1967)
- „L'âge d’or de la musique française” (1967)
- „Keurbladzijden uit de Italiaanse letteren” (1967)
- „Luigi Pirandello, of Literatuur als psychogram” (1968)
- „L’Europe de la Renaissance, du Baroque et du Rococo” (1969)
- „Belgique Baroque et Classique” (1972)
- „Barok en classicisme in België: 1600-1789: bouwkunst, monumentale beeldhouwkunst” (1973)
- „De moderne Weense school” (1978), Specjalny numer (164) magazynu Vlaanderen
- „Muziek, menselijk document” (1979), Specjalny numer (168) magazynu Vlaanderen
- „Bidden met de beitel. Vlaamse kerkelijke beeldhouwkunst” (1981), Specjalny numer (180) magazynu Vlaanderen
- „Bartók, de universele Hongaar”
- „Histoire de l’architecture en Belgique”
- „De kamermuziek en het lied: van Corelli tot Debussy”
- „Kunstreizen van de Alpen tot de Main: barok bekend en onbekend, restauratie en herwaardering” (1983)
- „Vlaamse kunstenaars in Italië” (1983)
- „Van Bach tot De Jong” (1985)
- „Quaderno Italiano” (1986), Specjalny numer (210) magazynu Vlaanderen
- „Ravel en zijn tijd” (1987)
- „De fontein” (1988), Specjalny numer (219) magazynu Vlaanderen
- „Schubert: stemmingsbeelden uit zijn leven en zijn werk”
- „Levensstijl en schoonheidsdrift in de Italiaanse renaissance”
- „De liederen van Hugo Wolf” (1991)
- „De vocale muziek van Brahms” (1992)
- „En het woord is zang geworden”, Specjalny numer (260) magazynu Vlaanderen, marzec-kwiecień 1996
- „Bij het Nietzsche-jaar 2000: rond het Middernachtslied” (2000)
- „Bij het Verdi-jaar 2000, Verdi’s laatste meesterwerk: Falstaff” (100-lecie śmierci Verdiego)
- „Treffende verzen – een persoonlijke keuze met commentaar” (2008) – ostatni niepublikowany rękopis